# Reikosiella
Reikosiella (лат.) — подрод мелких паразитических наездников-эвпельмид в составе рода Merostenus (Eupelmidae, Eupelminae). Известно 6 видов. До 2017 года рассматривался в ранге отдельного рода в широком объёме (около 30 видов). Паразитоиды яиц насекомых.

## Описание
Мелкие наездники (около 3 мм). Обычно в основном от желтоватого до тёмно-коричневого цвета с разнообразным металлическим зелёным блеском, лишь изредка полностью металлически-зелёный. Верхняя часть лица почти всегда имеет скробальный край, расширенный от торулюса до или почти до нижней внутренней части глаза, поэтому скробальное углубление между глазами широкоовальное или почти круглое. Усики иногда двуцветные, со скапусом, цветоножкой или одним или несколькими члениками жгутика, иногда белыми; скапус обычно заметно сжат и расширен суббазально, с вентральным или вентральным и дорсальным краями, выпуклыми или выемчато суженными к суженной вершине, но иногда прямоугольные до листовидно сжатых или, если не заметно сжаты, то с килевидным вентральным краем и скапусом заметно длинным, длиннее глаза; членик fl1 кольцеобразный, субквадратный, лишь немного длиннее своей ширины; жгутик булавовидный, не заметно изменён. Наличник плоский, не изменён. Мандибулы трёхзубчатые. Паразитоиды яиц насекомых разных отрядов, в том числе, чешуекрылые.

## Классификация
Таксон был впервые выделен в 1969 году в ранге рода по типовому виду Australoodera varicornis Girault. В широком таксономическом объёме включал около 30 видов и делился на 4 подрода: R. (Capreocauda Gibson 1995), R. (Hirticauda Bouček 1988), R. (Incohata Gibson 1995), R. (Reikosiella). Входит в состав подсемейства Eupelminae. С 2017 получил статус подрода в составе рода Merostenus (Eupelmidae, Eupelminae). 
Подрод Reikosiella (в узком составе, 2017)
- Merostenus (Reikosiella) biguttus (Girault)
  - =Eupelmus 2-guttus Girault, 1917 (США)
  - =R. (Reikosiella) bigutta sensu Gibson, 2011
- Merostenus (Reikosiella) charitopoides (Girault)
  - =Eupelmus charitopoides Girault, 1916 (США)
  - =R. (Reikosiella) charitopoides sensu Gibson, 2011
- Merostenus (Reikosiella) cupreicollis (Ashmead)
  - =Eupelmus cupreicollis Ashmead, 1900
- Merostenus (Reikosiella) marylandicus (Girault)
  - =Eupelmus marylandicus Girault, 1916 (США)
  - =R. (Reikosiella) marylandica sensu Gibson, 1995
- Merostenus (Reikosiella) melinus (Yoshimoto)
  - =Reikosiella melina Yoshimoto, 1969 (Аргентина, Бразилия, Гавайи)
  - =R. (Reikosiella) melina sensu Gibson, 1995
- Merostenus (Reikosiella) pallidipes (Ashmead)
  - =Eupelmus pallidipes Ashmead, 1900

до 2017 года в широком составе включал около 30 видов
- Reikosiella andriescui Fusu, 2013[4]
- Reikosiella arboris  (Girault, 1921)[5]
  - =Tineobius arboris Girault, 1921
- Reikosiella bilongifasciata  (Girault, 1923)
- Reikosiella bolivari  (Kalina)[4]
- Reikosiella clauda  (Girault, 1915)[6]
  - =Eupelmus claudus Girault, 1915
- Reikosiella compressicauda  (Girault, 1915)[6]
- Reikosiella cornuta Fusu, 2013[4]
- Reikosiella gordoni Fusu, 2013[4]
- Reikosiella graeca Fusu, 2013[4]
- Reikosiella hungarica  (Erdös, 1959)
- Reikosiella insularis  (Girault, 1915)[6]
  - =Anastatus insularis Girault, 1915
- Reikosiella koreana Fusu, 2013[4]
- Reikosiella marxi  (Girault, 1932)
  - =Eupelmus marxi Girault, 1932[7]
- Reikosiella melina  Yoshimoto, 1969
  - =Merostenus melinus (Yoshimoto) Yoshimoto
- Reikosiella muironi  (Girault, 1925)
- Reikosiella muramura  (Girault, 1921)
- Reikosiella napoleoni  (Girault, 1923)
  - =Eupelmus napoleoni Girault, 1923[8]
- Reikosiella nonaericeps  (Girault, 1923)
  - =Eupelmus nonaericeps Girault, 1923
- Reikosiella pachyscapha  (Girault, 1915)[6]
- Reikosiella pax  (Girault, 1913)
  - =Cerambycobius pax Girault
- Reikosiella puella  (Girault, 1934)[9]
  - =Finlayia puella Girault
- Reikosiella rostrata  (Ruschka)[4]
- Reikosiella silvarum  (Girault, 1923)
  - =Eupelmus silvarum Girault, 1923
- Reikosiella tripotinorum Fusu, 2013[4]
- Reikosiella vanharteni Fusu, 2013[4]